# Leck-Huus

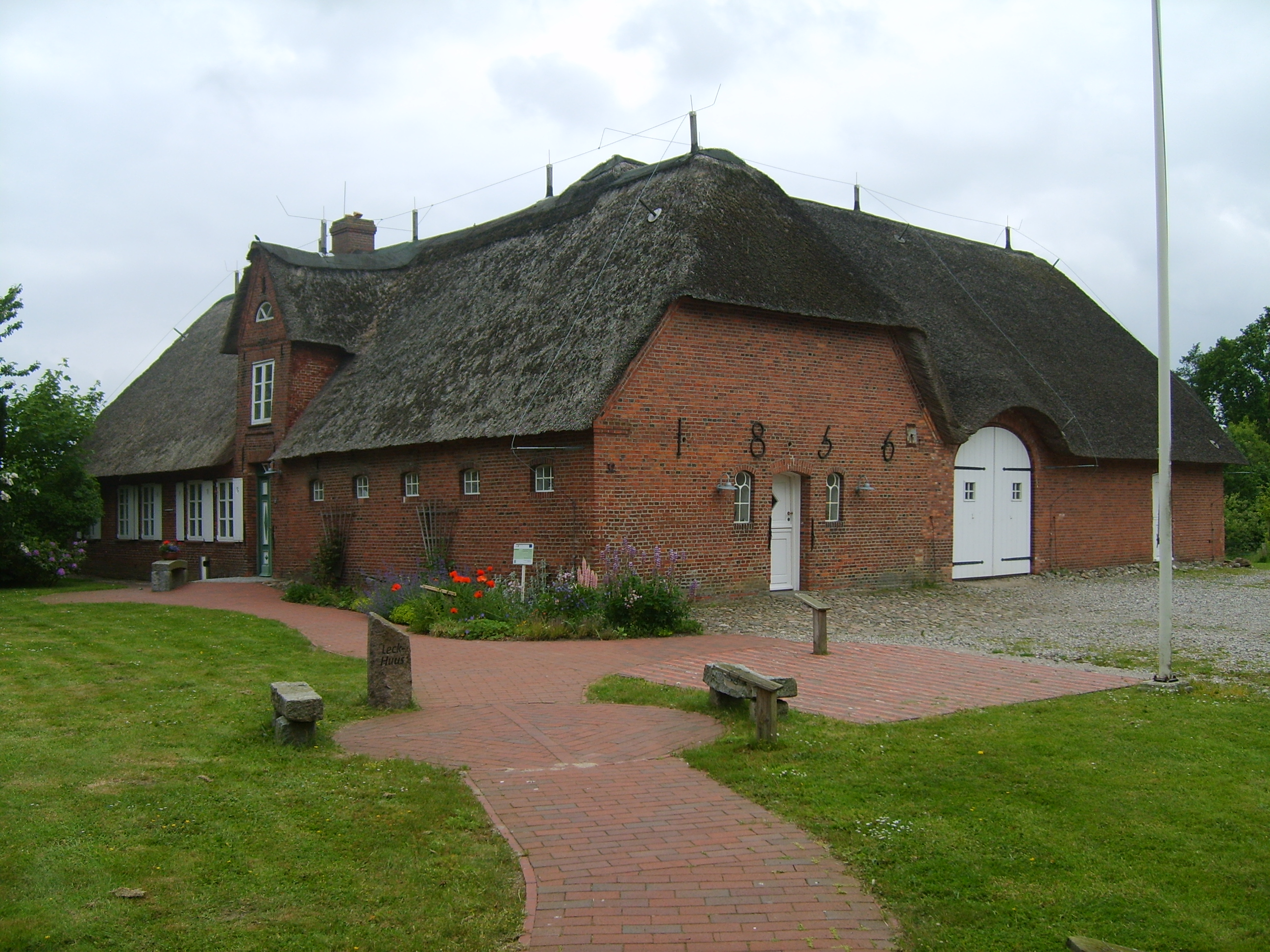
Leck-Huus

Leck-Huus ist ein Kulturzentrum in der nordfriesischen Gemeinde Leck. Untergebracht ist es in einem unter Denkmalschutz stehenden historischen Geesthardenhaus von 1856 direkt am Lecker Mühlenstrom. Es ist eines der ältesten, reetgedeckten Häuser der Gemeinde.
Um Restaurierung und Erhalt des Hofes kümmert sich der im Jahre 2000 gegründete Verein Leck-Huus, Bürger- und Kulturhof für Leck und Umgebung e.V., der seit 2005 auch Kulturveranstaltungen, darunter Konzerte und Vorträge, organisiert. Zu den Räumlichkeiten gehören unter anderem eine Scheune, die für Veranstaltungen in der Größe von bis zu 80 Besuchern geeignet ist, sowie ein „Gastraum“ im ehemaligen Kuhstall, ein Trauzimmer und eine Teeküche.